# Aleochara freyi
Aleochara freyi é uma espécie endêmica de besouro que pode ser encontrada na Reserva Natural da Montanha do Pico (Açores, Portugal). Possui extensão de ocorrência (EOO = 8 km²) e área de ocupação (AOO = 8 km²) muito pequenas. Em inglês, ele é chamado de Rove beetle.

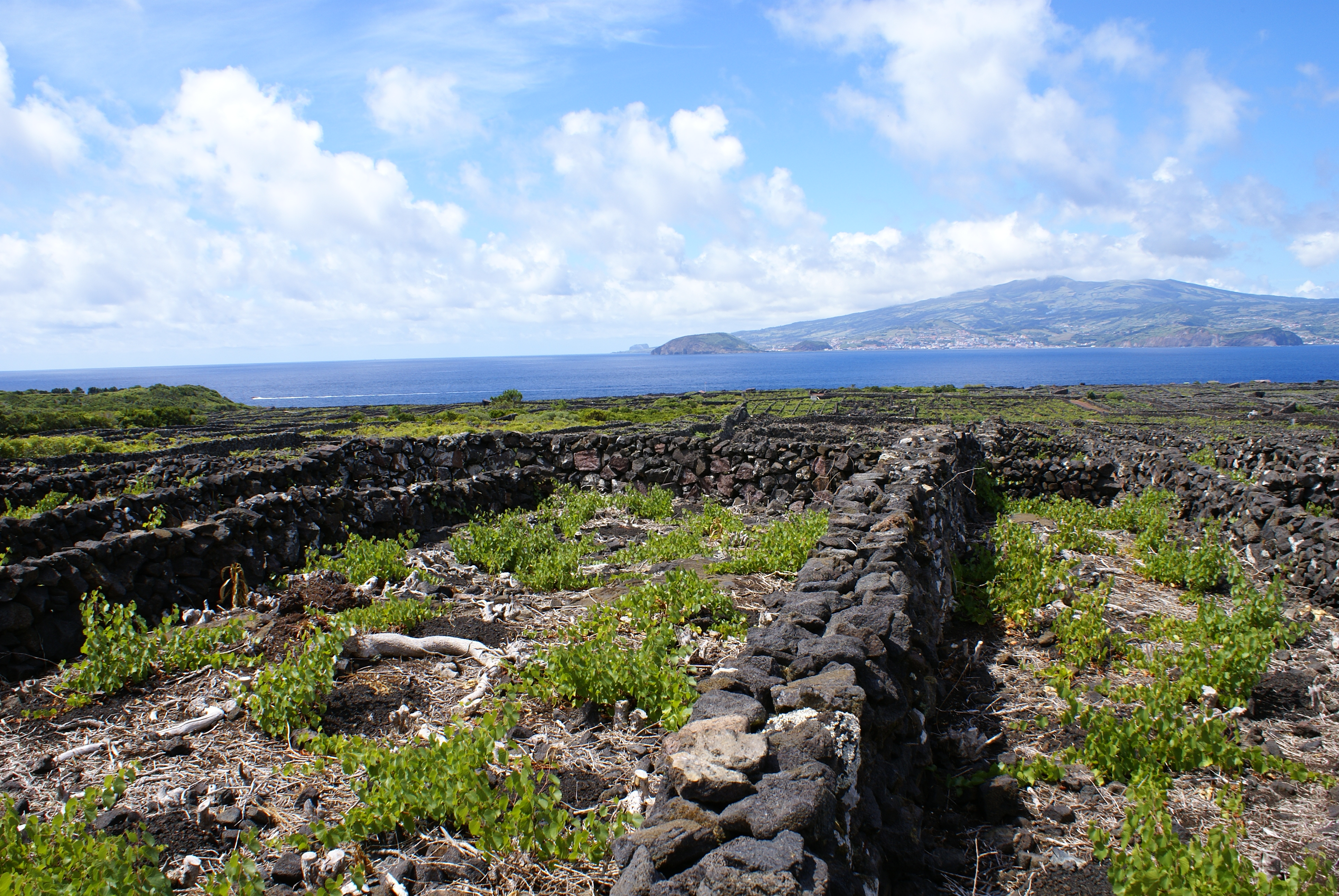
Parque Natural do Pico, habitat único da espécia

Sua descoberta foi publicada em 1940 na obra "Staphyliniden von den Azoren und Madeira" (Staphylinidae dos Açores e da Madera), do alemão Max Bernhauer.
Há um declínio contínuo na extensão e qualidade do habitat, bem como no número de indivíduos maduros, como resultado de grandes mudanças no uso da terra nos últimos 100 anos. Uma das mais importantes ameaças contínuas a esta espécie são as pastagens semi-naturais de gado leiteiro e bovino de corte e a propagação de plantas invasoras, nomeadamente Hedychium gardnerianum, uma vez que estão a alterar a estrutura do habitat.
Com base na pequena distribuição geográfica da espécie com apenas uma localização e declínio contínuo de sua área e qualidade de habitat, ela é avaliada como Criticamente em Perigo (Espécie em Perigo Crítico). Embora seu habitat esteja protegido como reserva ambiental, a espécie não é amparada por nenhuma lei. O Parque Natural do Pico (PNIPIC) foi criado em 2008 e é um dos nove Parques Naturais de Ilha que integram a Rede de Áreas Protegidas dos Açores, o dispositivo territorial de proteção da natureza e da biodiversidade do arquipélago dos Açores.